# Lista autorilor de romane antistaliniste
- Arthur Koestler: Întuneric la amiază,
- George Orwell: 1984, Ferma animalelor,
- Panait Istrati: Spovedania unui învins (Vers l'autre flamme)
- Evgheni Zamiatin: Noi,
- Andrei Platonov: Cevengur,
- Artur London: Mărturisirea,
- Andre Gide: Întoarcerea din URSS